# Pablo Bronstein
Pablo Bronstein (Buenos Aires, 1977) es un artista argentino, afincado en Londres.

## Biografía
Asistió al Central Saint Martins College of Art and Design de la Universidad de Londres, a la Slade School de Bellas Artes perteneciente al University College of London y se graduó en el Goldsmiths College of Art. Se ha especializado en esbozos arquitectónicos en tinta sobre papel gouache, establecidos en marcos ornamentados, y trazando edificios imaginarios de estilo neo-clásico francés del siglo XVIII y de los años 1980´s. También realiza performances: su Plaza Minuet en la Tate Triennal en 2006 se basó en el movimiento coreografiado de bailarinas barrocas en la galería. Ha realizado también un tour por Inglaterra conociendo su riqueza arquitectónica. Ha expuesto su obra en el circuito internacional, como la exposición London in six easy steps, en el Instituto de Artes Contemporáneas de Inglaterra, la Other People´s Projects en White Columns, Nueva York, Herald St. presents Pablo Bronstein, Cary Kwok & Djordje Ozbolt en Liste, Basilea, y la exposición Dance of the seven Veils en la galería Cooper de Dundee. Es representado por la Harald St de Londres. Su obra se muestra en la Saatchi Gallery regularmente.